# Paleocontacthypothese

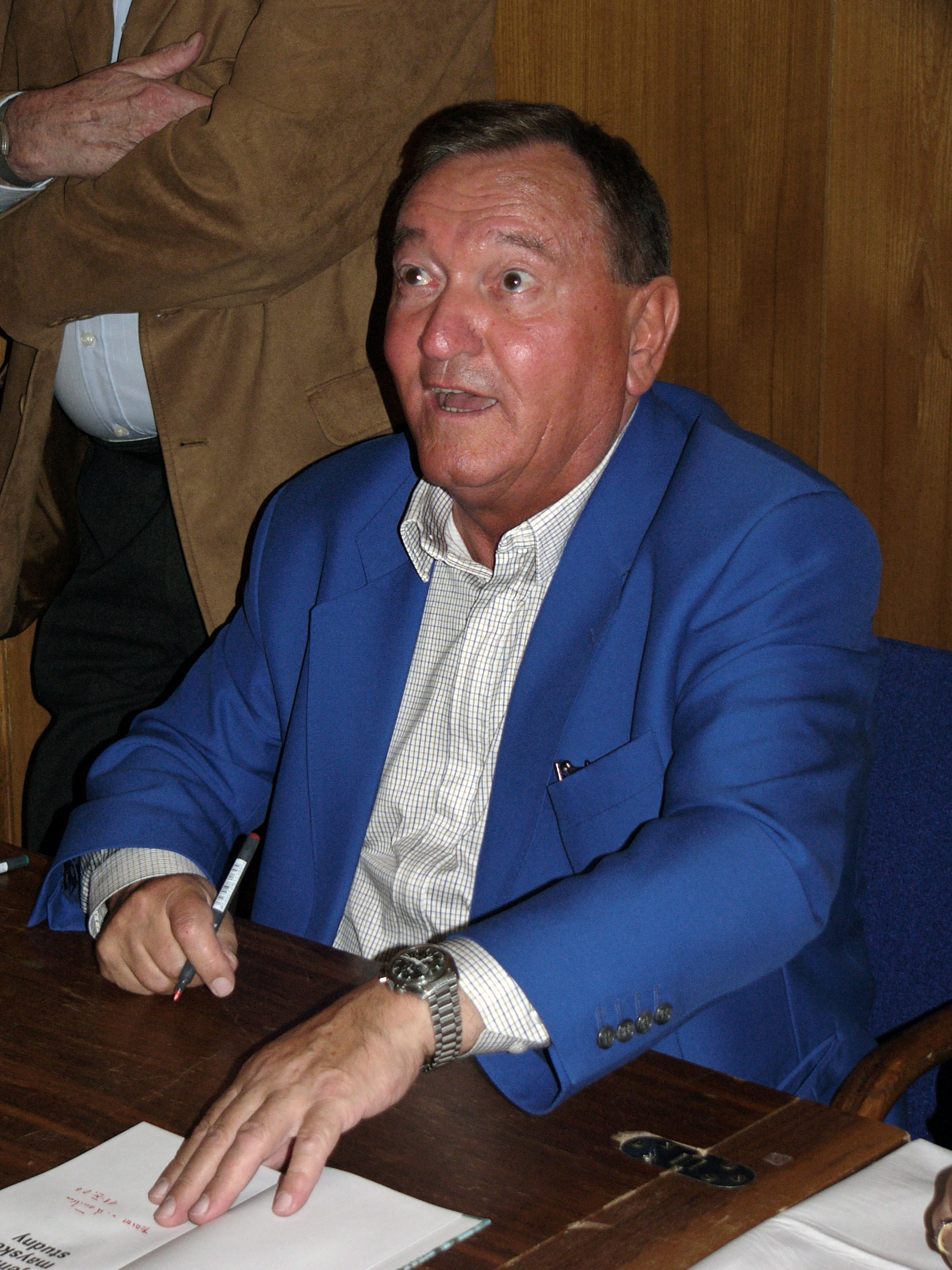
Amateur Erich von Däniken is een bekend voorstander van de hypothese. Zijn ideeën worden in de wetenschap niet serieus genomen.

De paleocontacthypothese is een pseudowetenschappelijke hypothese (van onder anderen Erich von Däniken) die stelt dat buitenaardse beschavingen, door in de Oudheid de Aarde te bezoeken, de ontwikkeling van de mensheid hebben beïnvloed. Men kan aan de andere kant alle vormen van wetenschap binnen de prehistorie beschouwen als pseudowetenschap. Het idee dat dergelijke 'antieke astronauten' daadwerkelijk hebben bestaan, wordt niet serieus genomen door wetenschappers en heeft geen geloofwaardige aandacht gekregen in collegiaal getoetste studies.

## Overzicht
Buitenaardse intelligente wezens zouden in de Oudheid (de periode van ca. 15000 v.Chr. tot 2000 v.Chr.) met hun kennis van zaken de Aardse beschavingen beïnvloed hebben. Deze gedachte is gebaseerd op de veronderstelling dat er op allerlei plaatsen op de Aarde archeologische vondsten zijn gedaan van voorwerpen die mensen uit die tijd simpelweg niet zelf hadden kunnen bedenken. Bovendien zouden deze voorwerpen over de hele planeet een gemeenschappelijk uiterlijk hebben. Het gaat om beeldjes die lijken op 20e-eeuwse vliegtuigen en raketten. Deze zijn getest op juistheid in een windtunnel. Voorstanders stellen dat men er ook vogels mee had kunnen uitbeelden, maar gezien de vormen zou dat onwaarschijnlijk zijn.

## Religies en buitenaardse intelligenties
Erich von Däniken stelt in zijn boek ‘Waren de Goden kosmonauten’ dat religies mogelijk zijn ontstaan doordat buitenaardse wezens in contact kwamen met de lokale bevolking. Hij schetst een situatie waarin mensen met een helikopter landen midden in een Afrikaans oerwoud. De inheemse bevolking die daar woont heeft nog nooit in haar leven een helikopter gezien en kan het gevaarte alleen beschrijven als een grote glanzende vogel. Plotseling komen uit de helikopter mannen met pilotenhelmen en vuurwapens. Voor de inheemsen is het alsof de goden vanuit de hemel zijn gekomen. Erich von Däniken stelt voor hoe buitenaardse wezens ooit op de zelfde manier op aarde kwamen met hun geavanceerde ruimteschepen en hun eveneens geavanceerde technologie. Dit kon door de mensen met de kennis van toen alleen beschouwd worden als goden met magische krachten. Het waren gebeurtenissen die zij niet konden bevatten.
Zo zou Jezus toen hij opsteeg naar de hemel in werkelijkheid zijn opgestraald zoals dat in Star Trek gebeurt. Ook het splitsen van de zee in de tijd van de Bijbel zou met buitenaardse technologie mogelijk zijn geweest. Als de Aarde echt is bezocht door aliens, dan moeten zij de technologie hebben gehad om door de interstellaire ruimte te kunnen reizen.
De mondeling overgeleverde verhalen van de Dogon, een volk uit West-Afrika, zouden volgens de Franse antropoloog Marcel Griaule gebaseerd kunnen zijn op een buitenaards contact. Deze onderzoeker bestudeerde van 1931 tot 1956 de Dogon. Hij vernam van hen dat ze ooit zouden zijn bezocht door goden die afkomstig waren van de helderste ster aan de nachtelijke hemel, Sirius. Deze ster bevindt zich ongeveer 8 lichtjaar van de Aarde. De bezoekers zouden de Dogon van alles hebben verteld over hun eigen zon. De Afrikanen kwamen zo in het bezit van informatie over het hemellichaam dat met het blote oog niet te verkrijgen is. Bijvoorbeeld dat Sirius om zijn eigen as draait, net zo heet en fel is als de Zon en een kleine ster oftewel witte dwerg bij zich heeft. De Dogon zouden er ook kennis van hebben dat deze in ongeveer 50 jaar om Sirius heen draait. Volgens de Dogon-overlevering is het materiaal waaruit deze planeet bestaat zo zwaar dat alle bewoners gezamenlijk niet in staat zijn een klein stukje ervan op te tillen. Uit nader onderzoek is gebleken dat de Dogon uiteraard Sirius als helderste ster kennen, maar dat de overige gegevens onbedoeld door onderzoekers via interviews met betaalde Dogon informanten zijn ingebracht.